# 杉浦享
杉浦 享（すぎうら とおる、1952年6月8日 - ）は、愛知県西尾市（旧・幡豆郡幡豆町）出身の元プロ野球選手（外野手）、野球指導者・野球解説者。東京都荒川区在住。1975年から1980年の登録名は杉浦 亨。
ぽっちゃりとした体形から、愛称は「ブーちゃん」（当時の打撃コーチであった武上四郎に名づけられた）。

## 経歴
中学時代は陸上部。しかし、部員不足の野球部に助っ人で引っ張られていた。愛知高校入学後も陸上部に籍を置いていたが、ここでも部員不足の野球部に勧誘され入部、1年生からレギュラーになる。甲子園には届かなかったが、左の速球派投手として愛知県下では知られるようになった。
1970年のドラフト10位でヤクルトアトムズに投手として入団。ドラフト下位指名であったが、5人姉弟の末っ子で高2の時に父親を亡くし、苦労している母親のために、富士重工業への就職が決まっていながらプロ入りした。入団後、打者に転向。
1972年に一軍に上がり、9月から一塁手として先発出場、10月には6試合に3番打者として起用される。
1973年に新人の小田義人が入団により一塁手に定着。
1975年には小田らとの交換トレードで日本ハムから大杉勝男が移籍入団し、一塁の定位置に座る。
1976年には開幕から12試合に一塁手、5番打者として起用されるが、レギュラー奪取まではいかず、控え・代打要員が続く。
1977年のシーズン終盤には、監督の広岡達朗の構想により、外野手へコンバートされる。広岡は主に左翼を守っていた若松勉を中堅に回し、空いた左翼を杉浦に守らせる方針であった。本人も「大杉さんが元気なうちは、ファーストでは出られない」と認識していたため、外野転向は渡りに船であった。同年12月に結婚。
1978年には左翼手、6番打者の定位置を得て打率.291（19位）、17本塁打、67打点を記録、球団初のリーグ初優勝に大きく貢献する。9月20日の中日ドラゴンズ戦では星野仙一からサヨナラ本塁打を放っている。阪急ブレーブスとの日本シリーズでも全7試合に先発出場、24打数7安打4打点を記録した。この年はプライベートでも長男が誕生しており、本人は後に「こういうのを、《棚からぼたもち》って言うのかな、違うか（笑）」と語っている。
1980年は打率.311を記録、セントラル・リーグのベストナインに選出された。
1983年は外野手に専念、自己最多の13補殺を記録した。
1985年には4番打者に定着、自己最多の34本塁打（5位）を記録し、2度目のベストナインに選出された。
1987年は前年の故障から復活し、カムバック賞を受賞。
その後は、池山隆寛、広沢克己ら、若手の台頭により、1990年に野村克也の監督就任前後から左の代打の切り札として活躍する。
1992年はケガにより18試合の出場にとどまった。しかし、同年の日本シリーズ対西武ライオンズ第1戦、12回ウラ1死満塁の場面で代打で登場し、鹿取義隆から日本シリーズ史上初の「代打サヨナラ満塁本塁打」を放つ。このシリーズでは代打の切り札として、パ・リーグのルールで戦った第3・4戦は指名打者で先発出場するなど、要所で活躍を見せた。チームは西武に3勝4敗で敗退。シーズン中に40歳に達していた年齢もあって既に現役引退を決意していたが、野村の強い要請と本人の意思もあり、現役続行を決めた。
1993年、前年と同カードの対戦となった日本シリーズで、ヤクルトは前年の雪辱を果たし、チームが15年ぶり2度目の日本一を経験したことを花道として現役を引退。現役23年、若松勉（1989年引退）や杉浦と同年に引退の八重樫幸雄と共に、ヤクルト一筋で40歳代まで現役を続けた。
1994年から1996年までヤクルトの二軍打撃コーチを務めた。コーチを退任後はヤクルト本社に異動し、ヤクルト本社食品事業本部直販営業部次長を務めている。
2000年前後に東京ケーブルネットワーク制作の日本ハム戦のプロ野球中継で解説を務めた。

## 人物
- ヤクルトの選手別応援歌（応援曲）において、職人肌の選手に充てられる「必殺シリーズ」のテーマ曲が若松と共に杉浦に充てられた（応援歌の前奏として使用。若松には「必殺仕掛人」、杉浦には「必殺仕事人V」のテーマ）。最初のイントロ（トランペットのソロ）が流れると、神宮の観客は一瞬静寂になり、イントロ終了と共により一層の大歓声に変わる（杉浦引退後は稲葉篤紀に引き継がれた）。
- 打席では必ず初球を見逃すようにしていた。対戦相手も初球は打たれないことを知っていたためど真ん中のストレートを投げ込まれることが多かったが、それでも必ず見逃していた。理由として、その投手のタイミングを計るため、そして2球目以降の配球を読みやすくするためと話している（「フルタの方程式」より本人談）。なお公式戦で放った全安打のうち、半数近い703本が2ストライクと追い込まれてからの安打であった。
- 現役当時にプロ野球ニュースのオフ企画で、自宅で入浴時に日本酒を浴槽に投入する「酒風呂」に入っていると言っていた。また大の漫画愛好家で自宅に傑作漫画の単行本を多数所有、鉄道模型のコレクターとしても知られる。さらに趣味のギターは一流の腕前を持つ。
- 現役時代に仕えた広岡達朗と野村克也を比較して、広岡をより高く評価する発言を残している。杉浦曰く、広岡は「鬼の中の鬼」と言えるほど厳しい一方で「自分の意思で明確な指示を出し、その責任を負う」一面があるという。一方で野村は「大事なところで曖昧」「すべてが結果論なんです。言っていることはすばらしいのに、いざというときに頼りにならない」と語り、「広岡さんには信念があるから、自分に与えられた役割をきちんと守ってやり遂げる選手に対しては、結果論で物事を言うことはしない。自分の意見を変えることはしない。仮にうまくいったとしても、決してそれを自分の手柄にしない。それが広岡さんなんです。それに比べて野村さんは……」と暗に野村を非難している[5]。

## 詳細情報

### 年度別打撃成績
| 年 度      | 球 団      | 試 合 | 打 席 | 打 数 | 得 点 | 安 打 | 二 塁 打 | 三 塁 打 | 本 塁 打 | 塁 打 | 打 点 | 盗 塁 | 盗 塁 死 | 犠 打 | 犠 飛 | 四 球 | 敬 遠 | 死 球 | 三 振 | 併 殺 打 | 打 率 | 出 塁 率 | 長 打 率 | O P S |
| ---------- | ---------- | ----- | ----- | ----- | ----- | ----- | -------- | -------- | -------- | ----- | ----- | ----- | -------- | ----- | ----- | ----- | ----- | ----- | ----- | -------- | ----- | -------- | -------- | ----- |
| 1972       | ヤクルト   | 23    | 55    | 46    | 4     | 11    | 3        | 0        | 0        | 14    | 3     | 3     | 2        | 1     | 0     | 8     | 0     | 0     | 11    | 0        | .239  | .352     | .304     | .656  |
| 1973       | ヤクルト   | 27    | 39    | 37    | 2     | 4     | 2        | 0        | 0        | 6     | 2     | 0     | 0        | 0     | 0     | 2     | 0     | 0     | 12    | 1        | .108  | .154     | .162     | .316  |
| 1974       | ヤクルト   | 22    | 28    | 25    | 2     | 5     | 1        | 0        | 1        | 9     | 2     | 0     | 0        | 0     | 0     | 2     | 0     | 1     | 7     | 2        | .200  | .286     | .360     | .646  |
| 1975       | ヤクルト   | 42    | 75    | 70    | 4     | 14    | 5        | 0        | 2        | 25    | 8     | 1     | 1        | 0     | 0     | 3     | 0     | 2     | 12    | 5        | .200  | .253     | .357     | .610  |
| 1976       | ヤクルト   | 69    | 117   | 106   | 8     | 26    | 6        | 0        | 1        | 35    | 10    | 0     | 1        | 1     | 1     | 9     | 1     | 0     | 21    | 6        | .245  | .304     | .330     | .635  |
| 1977       | ヤクルト   | 83    | 142   | 124   | 24    | 40    | 10       | 0        | 6        | 68    | 14    | 5     | 1        | 2     | 1     | 13    | 0     | 2     | 18    | 0        | .323  | .396     | .548     | .944  |
| 1978       | ヤクルト   | 125   | 446   | 388   | 55    | 113   | 17       | 2        | 17       | 185   | 67    | 7     | 10       | 3     | 6     | 45    | 3     | 4     | 61    | 9        | .291  | .371     | .477     | .848  |
| 1979       | ヤクルト   | 126   | 498   | 423   | 63    | 120   | 19       | 1        | 22       | 207   | 54    | 10    | 6        | 3     | 3     | 64    | 4     | 5     | 67    | 2        | .284  | .384     | .489     | .874  |
| 1980       | ヤクルト   | 123   | 481   | 408   | 71    | 127   | 24       | 4        | 20       | 219   | 62    | 18    | 11       | 3     | 2     | 66    | 13    | 2     | 54    | 8        | .311  | .410     | .537     | .946  |
| 1981       | ヤクルト   | 122   | 468   | 401   | 71    | 116   | 20       | 1        | 16       | 186   | 61    | 13    | 6        | 4     | 5     | 52    | 6     | 6     | 52    | 4        | .289  | .379     | .464     | .843  |
| 1982       | ヤクルト   | 130   | 530   | 474   | 64    | 136   | 24       | 8        | 14       | 218   | 65    | 22    | 10       | 1     | 2     | 50    | 7     | 3     | 52    | 4        | .287  | .359     | .460     | .819  |
| 1983       | ヤクルト   | 123   | 502   | 446   | 66    | 132   | 24       | 5        | 13       | 205   | 62    | 19    | 4        | 3     | 5     | 47    | 3     | 1     | 31    | 5        | .296  | .364     | .460     | .824  |
| 1984       | ヤクルト   | 109   | 420   | 352   | 46    | 99    | 17       | 0        | 8        | 140   | 49    | 4     | 4        | 7     | 1     | 59    | 7     | 1     | 25    | 3        | .281  | .386     | .398     | .784  |
| 1985       | ヤクルト   | 121   | 481   | 401   | 86    | 126   | 26       | 0        | 34       | 254   | 81    | 1     | 2        | 1     | 2     | 74    | 5     | 3     | 43    | 3        | .314  | .423     | .633     | 1.056 |
| 1986       | ヤクルト   | 42    | 158   | 135   | 16    | 33    | 5        | 0        | 5        | 53    | 20    | 0     | 1        | 1     | 2     | 19    | 5     | 1     | 16    | 1        | .244  | .338     | .393     | .730  |
| 1987       | ヤクルト   | 117   | 443   | 375   | 68    | 114   | 18       | 3        | 24       | 210   | 73    | 3     | 2        | 0     | 5     | 62    | 1     | 1     | 57    | 5        | .304  | .400     | .560     | .960  |
| 1988       | ヤクルト   | 122   | 477   | 416   | 52    | 106   | 20       | 0        | 20       | 186   | 53    | 0     | 0        | 0     | 4     | 56    | 11    | 1     | 51    | 11       | .255  | .342     | .447     | .789  |
| 1989       | ヤクルト   | 70    | 142   | 124   | 12    | 34    | 8        | 0        | 6        | 60    | 22    | 2     | 0        | 0     | 2     | 16    | 3     | 0     | 21    | 2        | .274  | .352     | .484     | .836  |
| 1990       | ヤクルト   | 72    | 178   | 164   | 18    | 40    | 6        | 1        | 8        | 72    | 23    | 0     | 0        | 0     | 1     | 13    | 2     | 0     | 32    | 4        | .244  | .298     | .439     | .737  |
| 1991       | ヤクルト   | 51    | 105   | 91    | 10    | 28    | 7        | 1        | 6        | 55    | 18    | 1     | 0        | 0     | 2     | 11    | 2     | 1     | 11    | 2        | .308  | .381     | .604     | .985  |
| 1992       | ヤクルト   | 18    | 16    | 11    | 1     | 2     | 0        | 0        | 1        | 5     | 2     | 0     | 0        | 0     | 0     | 5     | 0     | 0     | 3     | 0        | .182  | .438     | .455     | .892  |
| 1993       | ヤクルト   | 45    | 46    | 39    | 0     | 8     | 2        | 0        | 0        | 10    | 2     | 0     | 0        | 0     | 1     | 6     | 1     | 0     | 12    | 1        | .205  | .304     | .256     | .561  |
| 通算：22年 | 通算：22年 | 1782  | 5847  | 5056  | 743   | 1434  | 264      | 26       | 224      | 2422  | 753   | 109   | 61       | 30    | 45    | 682   | 74    | 34    | 669   | 78       | .284  | .370     | .479     | .849  |

- 各年度の太字はリーグ最高

### 表彰
- ベストナイン：2回 （1980年、1985年）
- 月間MVP：1回 （1985年5月）
- カムバック賞 （1987年）

### 記録
初記録
- 初出場：1972年5月18日、対大洋ホエールズ4回戦（川崎球場）、6回表に城戸則文の代打として出場
- 初安打：1972年9月10日、対中日ドラゴンズ22回戦（中日球場）、9回表に伊藤久敏から
- 初先発出場：1972年9月13日、対広島東洋カープ19回戦（明治神宮野球場）、8番・中堅手として先発出場
- 初打点：1972年9月20日、対大洋ホエールズ20回戦（明治神宮野球場）、4回裏に竹内広明から2点適時打
- 初本塁打：1974年5月31日、対読売ジャイアンツ7回戦（後楽園球場）、8回表に松岡弘の代打として出場、関本四十四から右越2ラン

節目の記録
- 100本塁打：1983年4月9日、対阪神タイガース1回戦（阪神甲子園球場）、4回表に小林繁から先制ソロ　※史上122人目
- 1000試合出場：1983年10月1日、対横浜大洋ホエールズ24回戦（横浜スタジアム）、5番・右翼手として先発出場　※史上240人目
- 1000本安打：1985年6月15日、対中日ドラゴンズ8回戦（ナゴヤ球場）、4回表に鈴木孝政から右前安打　※史上142人目
- 150本塁打：1985年9月11日、対広島東洋カープ23回戦（明治神宮野球場）、6回裏に川端順から右越ソロ　※史上78人目
- 1500試合出場：1988年9月8日、対読売ジャイアンツ24回戦（明治神宮野球場）、5番・一塁手として先発出場　※史上90人目
- 200本塁打：1988年10月2日、対読売ジャイアンツ26回戦（東京ドーム）、5回表に槙原寛己から右越先制ソロ　※史上56人目

その他の記録
- オールスターゲーム出場：3回 （1979年、1982年、1985年）
- フランチャイズ・プレイヤー：入団から引退まで移籍なし

### 背番号
- 55 （1971年 - 1977年）
- 9 （1978年 - 1993年）
- 89 （1994年 - 1996年）

### 登録名
- 杉浦 享 （すぎうら とおる、1971年 - 1974年、1981年 - 1996年）
- 杉浦 亨 （すぎうら とおる、1975年 - 1980年）